# Eriachne lanata
Eriachne lanata är en gräsart som beskrevs av Michael Lazarides. Eriachne lanata ingår i släktet Eriachne och familjen gräs. Inga underarter finns listade i Catalogue of Life.